# Jabalquinto
Jabalquinto là một đô thị trong tỉnh Jaén, Tây Ban Nha. Theo điều tra dân số 2005 (INE), đô thị này có dân số là 2.420 người.
38°01′B 3°43′T / 38,017°B 3,717°T